# Pouilly-sur-loire (AOC)
Pour les articles homonymes, voir Pouilly-sur-Loire.
Le pouilly-sur-loire est un vin blanc d'appellation d'origine contrôlée produit autour de Pouilly-sur-Loire, dans le département de la Nièvre. Un autre vin blanc est produit sur la même aire mais avec un autre cépage : le pouilly-fumé. La surface représente 40 hectares avec principalement le chasselas B comme cépage.

## Histoire

### Antiquité
Le vignoble de Pouilly semble être reconnu sous le nom de Pauliacum super fluvium ligerium dès le Ve siècle.

### Moyen Âge
Ce vignoble connut un véritable essor grâce aux congrégations religieuses, notamment aux bénédictins. Au XIIe siècle, le vin de Pouilly est réputé car 
un fabliau qui décrit les meilleurs crus de France avec ceux de Pouilly. Louis XI se faisait spécialement envoyer du vin de Pouilly en son château de Plessis-les-Tours.

### Période moderne
De la fin de XVIIe siècle et tout au long du XVIIIe siècle, le vin de Pouilly est expédié à Montargis, Fontainebleau, Paris, Versailles.

### Période contemporaine
La crise du phylloxéra touche durement le vignoble à la fin du XIXe siècle. Création de cette appellation en 1937. La Confrérie des Baillis de Pouilly-sur-Loire est créée en 1949. Apparition de l'enjambeur dans les années 1960-70 qui remplace le cheval. Les techniques en viticulture et œnologie ont bien évolué depuis 50 ans (vendange en vert, table de triage, cuve en inox, pressoir électrique puis pneumatique etc.).

## Étymologie
Pauliacum Super Fluvium Ligerium est à l'origine un domaine gallo-romain. Son nom provient soit d'un éventuel fondateur, soit d'une déformation du mot celte pol signifiant lieu humide[réf. nécessaire].[style à revoir][Information douteuse]

## Situation géographique

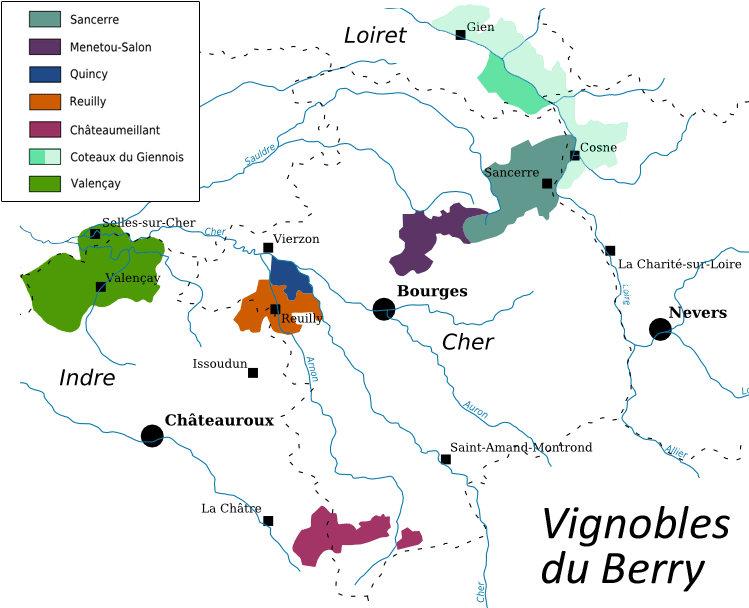
Vignobles du Berry.

Situé sur la rive droite de la Loire dans le département de la Nièvre, le vignoble fait face au vignoble de Sancerre. L'aire d'appellation couvre sept communes dans le département de la Nièvre.

### Géologie et orographie
Ce vignoble a le même terroir que le pouilly-fumé avec une prédilection pour les terres argilo-calcaires. Ainsi, cette AOC comprend deux grands types de terrains : des marnes kimméridgiennes et des argiles à silex.

### Climatologie
C'est un climat tempéré d'influence océanique dégradé.
Tableaux climatiques de Bourges et Nevers, car ce vignoble est situé entre ces deux villes :  
Pour la ville de Bourges (à 161 mètres d'altitude), les valeurs climatiques de 1961 à 1990 sont :
| Mois                                                               | Janv | Fév  | Mars | Avr  | Mai  | Juin | Juil | Août | Sept | Oct  | Nov  | Déc  | Année |
| ------------------------------------------------------------------ | ---- | ---- | ---- | ---- | ---- | ---- | ---- | ---- | ---- | ---- | ---- | ---- | ----- |
| Températures minimales moyennes °C                                 | 0,5  | 1,2  | 2,7  | 5    | 8,3  | 11,3 | 13,3 | 13   | 10,8 | 7,6  | 3,5  | 1,1  | 6,5   |
| Températures moyennes °C                                           | 3,3  | 4,7  | 7    | 9,8  | 13,3 | 16,7 | 19,2 | 18,8 | 16,3 | 12,1 | 6,8  | 4    | 11    |
| Températures maximales moyennes °C                                 | 6,2  | 8,2  | 11,3 | 14,6 | 18,4 | 22   | 25,2 | 24,5 | 21,8 | 16,7 | 10,2 | 6,8  | 15,5  |
| Moyennes mensuelles de précipitations (mm)                         | 60,5 | 58,7 | 60,1 | 51,7 | 80,8 | 56,9 | 51,8 | 59,4 | 61,2 | 59   | 59,4 | 63,1 | 722,5 |
| Source : Archives climatologiques mensuelles - Bourges (1961-1990) |      |      |      |      |      |      |      |      |      |      |      |      |       |

Pour la ville de Nevers, les valeurs climatiques de 1948 à 1999 sont :
| Mois                              | jan. | fév. | mars | avril | mai  | juin | jui. | août | sep. | oct. | nov. | déc. | année |
| --------------------------------- | ---- | ---- | ---- | ----- | ---- | ---- | ---- | ---- | ---- | ---- | ---- | ---- | ----- |
| Température minimale moyenne (°C) | −0,2 | 0    | 1,7  | 3,7   | 7,4  | 10,5 | 12,3 | 12   | 9,3  | 6,2  | 2,6  | 0,5  | 5,5   |
| Température moyenne (°C)          | 3    | 4,1  | 6,8  | 9,3   | 13,2 | 16,4 | 18,7 | 18,3 | 15,4 | 11,3 | 6,4  | 3,8  | 10,5  |
| Température maximale moyenne (°C) | 6,2  | 8,2  | 11,8 | 14,9  | 18,9 | 22,2 | 25   | 24,5 | 21,4 | 16,3 | 10,1 | 7    | 15,5  |
| Précipitations (mm)               | 66,6 | 60,7 | 59,6 | 55,4  | 89,8 | 66,1 | 53,5 | 70,8 | 71   | 68,3 | 69,2 | 73,2 | 804,2 |

## Vignoble

### Présentation
Le vignoble s'étend sur les communes dans les communes de Garchy, Mesves-sur-Loire, Pouilly-sur-Loire, Saint-Andelain, Saint-Laurent-l'Abbaye, Saint-Martin-sur-Nohain et Tracy-sur-Loire, il couvre 40 hectares avec un volume de production de 2 500 hectolitres.

### Encépagement
Le pouilly-sur-loire est issu  du chasselas B (appelé «  doré de Fontainebleau », il a été planté à la fin du XIXe siècle),.

### Méthodes culturales

#### Travail manuel
Ce travail commence par la taille. Le tirage des sarments suit la taille. Les sarments sont enlevés et peuvent être brûlés ou mis au milieu du rang pour être broyés. On passe ensuite aux réparations. Éventuellement des plantations de greffes. L'ébourgeonnage peut débuter dès que la vigne a commencé à pousser. Cette méthode permet, en partie, de réguler les rendements. Le relevage est pratiqué lorsque la vigne commence à avoir bien poussé. En général, deux à trois relevages sont pratiqués. Pour finir avec le travail manuel à la vigne se réalise l'étape importante des vendanges.

#### Travail mécanique
L'enjambeur est d'une aide précieuse. Les différents travaux se composent du broyage des sarments ; de trou fait à la tarière, là où les pieds de vignes sont manquants ; de labourage ou griffage, réalisé dans le but d'aérer les sols et de supprimer des mauvaises herbes. De désherbage. De plusieurs traitements des vignes, réalisés dans le but de les protéger contre certaines maladies cryptogamiques (mildiou, oïdium, pourriture grise, etc.). De plusieurs rognages consistant à reciper ou couper les branches de vignes (rameaux) qui dépassent du système de palissage. Des vendanges mécaniques se réalisant avec une machine à vendanger ou une tête de récolte montée sur un enjambeur.

### Rendements
Les rendements sont de 65 hectolitres par hectare pour le rendement de base et 75 hectolitres par hectare pour le rendement butoir.

## Vins

### Titres alcoométriques volumique minimal et maximal
Le titre alcoométrique volumique de ce vin est de 9,5 % volume au minimal et de 12 % volume au maximal dans le cas d'une chaptalisation.

### Vinification et élevage
Voici les méthodes générales de vinification pour cette appellation. Il existe cependant des petites différences de méthode entre les différents viticulteurs, négociants et caves coopératives.

#### Vinification en blanc

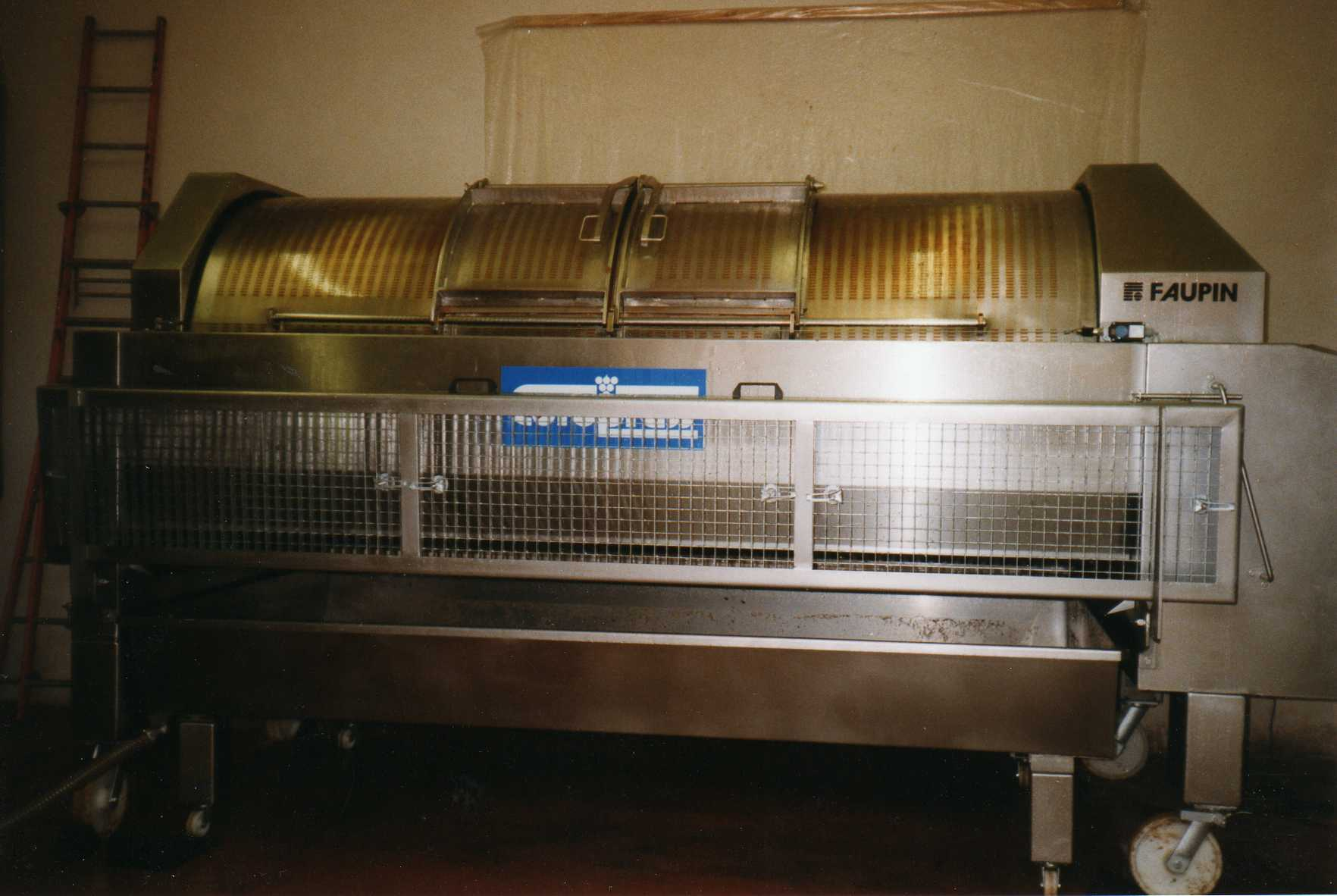
Pressoir pneumatique servant au pressurage.

Comme pour le rouge, la récolte est manuelle ou mécanique et peut être triée. Les raisins sont ensuite transférés dans un pressoir pour le pressurage. Une fois le moût en cuve, le débourbage est pratiqué généralement après un enzymage. À ce stade, une stabulation préfermentaire à froid (environ 10 à 12 degrés pendant plusieurs jours) peut être recherchée pour favoriser l'extraction des arômes. Mais le plus souvent, après 12 à 48 heures, le jus clair est soutiré et mis à fermenter. La fermentation alcoolique se déroule avec un suivi tout particulier pour les températures qui doivent rester à peu près stables (18 à 21 degrés). La chaptalisation est aussi pratiquée pour augmenter le titre alcoométrique volumique si nécessaire. La fermentation malolactique n'est pas recherchée, puis l'élevage est réalisée  en cuves, plus rarement en fûts. À la fin, la filtration du vin est pratiquée pour rendre les vins plus limpides après un collage des protéines. La mise en bouteille clôture l'opération.

### Terroir et vins
Sa couleur est jaune pâle. Arômes d'amande fraîche et de noisette. Le vin est léger et vif.

### Gastronomie, garde et température de service
Ce vin s'accorde bien avec de la friture, des moules à la crème, du fromage de chèvre frais et des poissons. Sa durée de garde est de 2 à 3 ans et il se sert vers 12 degrés.

## Économie

### Commercialisation, promotion
La commercialisation de cette appellation se fait par divers canaux de vente : dans les caveaux du viticulteur, dans les salons des vins (vignerons indépendants, etc.), dans les foires gastronomiques, par exportation, dans les cafés-hôtels-restaurants (C.H.R.), dans les grandes et moyennes surfaces (G.M.S.).
La Confrérie des Baillis de Pouilly-sur-Loire a été créée en 1949 pour assurer la promotion des vins de ce terroir viticole. Forte de 2 500 membres, elle est dirigée par un Grand Conseil de 17 dignitaires à la tête duquel se trouve le Grand Bailli Général. Le principal objectif de la confrérie est de mieux faire connaître le vin de Pouilly-sur-Loire grâce à des manifestations qui font revivre les traditions du folklore local. Sa devise est: « Eau nous divise, vin nous unit » ; elle caractérise le lien particulier des relations entre les vignerons de Pouilly-sur-Loire et ceux de Sancerre qui sont situés sur l'autre rive de la Loire.

### Structure des exploitations
Il existe des domaines de tailles différentes. Ces domaines mettent tout ou une partie de leurs propres vins en bouteilles et s'occupent aussi de le vendre. Les autres, ainsi que ceux qui ne vendent pas tous leurs vins en bouteilles, les vendent aux maisons de négoce.
Les caves coopératives et leurs apporteurs sont des vignerons. Ces derniers peuvent leur amener leurs récoltes, ou bien la cave coopérative vendange elle-même (machine à vendanger en général). 
Les maisons de négoce achètent leurs vins, en général, en vin fait (vin fini) mais parfois en raisin ou en moût. Elles achètent aux domaines et passent par un courtier en vin qui sert d'intermédiaire moyennant une commission de l'ordre de 2 % à la charge de l'acheteur.

### Listes des producteurs
Cette AOC comprend 89 producteurs avec 79 viticulteurs dont 68 vinifient leurs vins. Sur ces vinificateurs, il y a 58 domaines, 3 caves coopératives et 7 maisons de négociants.